# Allan Joensen
Allan Joensen (Tórshavn, 3 gennaio 1974) è un ex calciatore faroese, di ruolo difensore.

## Palmarès
- Formuladeildin: 2

Klaksvíkar Ítróttarfelag: 1991, 1999
- Løgmanssteypið: 2

Klaksvíkar Ítróttarfelag: 1994, 1999